# Fliegerführer Lofoten
Fliegerführer Lofoten war ab Dezember 1941 die Bezeichnung einer Dienststellung bzw. einer Kommandobehörde auf Brigadeebene der deutschen Luftwaffe im Zweiten Weltkrieg. Sie wurde nach den Lofoten, Teil einer Inselgruppe vor der Küste Nordnorwegens, bestehend aus etwa 80 Inseln, unter anderem Austvågøya, Skrova, Gimsøya, Vestvågøya, Flakstadøy, Moskenesøy, Værøy und Røst benannt. Ab Juni 1944 wurde sie in Fliegerführer 5 umbenannt.

## Geschichte
Ihre Etatisierung erfolgte im Dezember 1941 aus Teilen des Stabes des Fliegerführers Nord. Gefechtsstand war zunächst Bardufoss, später Trondheim im vom Deutschen Reich besetzten Norwegen. Im Juni 1944 änderte sich die Bezeichnung in Fliegerführer 5. Bis zum 20. September 1944 war die Dienststelle der Luftflotte 5 und anschließend dem Kommandierenden General der Deutschen Luftwaffe in Finnland unterstellt. Am 8. Mai 1945, nach der bedingungslosen Kapitulation der Wehrmacht, wurde sie aufgelöst.
Dem Fliegerführer unterlag die Führung der ihm unterstellten Verbände der Luftwaffe. Schwerpunkte der Einsätze waren die Unterstützung des deutschen Angriffs auf Murmansk 1941 und der 20. Gebirgsarmee ab 1942, sowie die Bekämpfung der Nordmeergeleitzüge im Nordmeer und der Barentssee von 1942 bis 1944.

## Fliegerführer
| Dienstgrad      | Name              | Datum                          |
| --------------- | ----------------- | ------------------------------ |
| Generalleutnant | Ernst-August Roth | 11. Februar 1942 bis Juni 1944 |

## Unterstellung
| Unterstellung                                               | von                | bis                |
| ----------------------------------------------------------- | ------------------ | ------------------ |
| Luftflotte 5                                                | Dezember 1941      | 20. September 1944 |
| Kommandierender General der Deutschen Luftwaffe in Finnland | 20. September 1944 | Dezember 1944      |
| 5. Flieger-Division                                         | Dezember 1944      | 8. Mai 1945        |

## Unterstellte Verbände

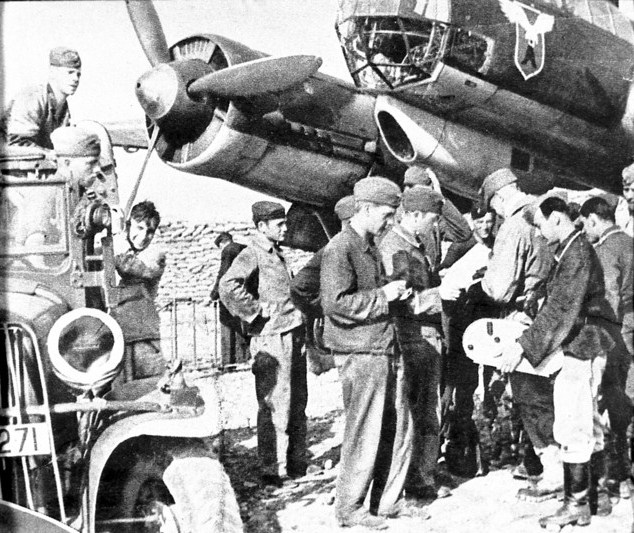
Übernahme der Filmkassette aus einem Ju-88-D-2-Fernaufklärer der 1./Fernaufklärungsgruppe 124 auf dem Fliegerhorst Kirkenes

| Verbände am 1. Juni 1942           | Flugzeuge | Flugzeuge | Flugzeugtypen                           | Liegeplatz       | Lage                                    |
| Verbände am 1. Juni 1942           | Soll      | Ist       | Flugzeugtypen                           | Liegeplatz       | Lage                                    |
| III./Kampfgeschwader 30            | 37        | 33        | Junkers Ju 88A-4                        | Bardufoss        | 69.055833 18.540278                     |
| 2./Kampfgeschwader 26              | 12        | ?         | Heinkel He 111H-6 LT                    | Bardufoss        | 69.055833 18.540278                     |
| 4./Sturzkampfgeschwader 5          | 12        | ?         | Junkers Ju 87R                          | Alakurtti        | 66.97361 30.346813                      |
| III./Jagdgeschwader 5              | 37        | 34        | Messerschmitt Bf 109E-7                 | Petsamo          | 69.55 31.2                              |
| Kette 1./Fernaufklärungsgruppe 124 | 3         | ?         | Junkers Ju 88D                          | Kirkenes         | 69.725 29.887778                        |
| Insgesamt                          | 101       | 77+       |                                         |                  |                                         |
| Verbände am 1. Juli 1943           | Flugzeuge | Flugzeuge | Flugzeugtypen                           | Liegeplatz       | Lage                                    |
| Verbände am 1. Juli 1943           | Soll      | Ist       | Flugzeugtypen                           | Liegeplatz       | Lage                                    |
| Stab/Küstenfliegergruppe 706       | 1         | 1         | Blohm & Voss Bv 138C                    | Tromsö-See       | 69.696667 19.027778                     |
| 2./Küstenfliegergruppe 706         | 12        | 8         | Blohm & Voss Bv 138C                    | Tromsö-See       | 69.696667 19.027778                     |
| 3./Küstenfliegergruppe 906         | 12        | 10        | Blohm & Voss Bv 138C                    | Tromsö-See Banak | 69.696667 19.027778 70.066667 24.973889 |
| 1./Küstenfliegergruppe 406         | 12        | 12        | Heinkel He 115 LT                       | Tromsö-See       | 69.696667 19.027778                     |
| 1./Fernaufklärungsgruppe 22        | 12        | 8         | Junkers Ju 88D-1                        | Banak            | 70.066667 24.973889                     |
| Insgesamt                          | 49        | 39        |                                         |                  |                                         |
| Verbände am 17. Juni 1944          | Flugzeuge | Flugzeuge | Flugzeugtypen                           | Liegeplatz       | Lage                                    |
| Verbände am 17. Juni 1944          | Soll      | Ist       | Flugzeugtypen                           | Liegeplatz       | Lage                                    |
| Stab/Seeaufklärungsgruppe 130      | 1         | 0         | Blohm & Voss Bv 222C-7                  | Tromsö-See       | 69.696667 19.027778                     |
| 1./Seeaufklärungsgruppe 130        | 12        | 7         | Blohm & Voss Bv 138C                    | Tromsö-See       | 69.696667 19.027778                     |
| 2./Seeaufklärungsgruppe 130        | 12        | 9         | Blohm & Voss Bv 138C                    | Trondheim-See    | 63.431944 10.359722                     |
| 1./Küstenfliegergruppe 406         | 12        | 8         | Heinkel He 115 LT                       | Kirkenes         | 69.725 29.887778                        |
| 3./Kampfgeschwader 40              | 12        | ?         | Heinkel He 177A-5, Focke-Wulf Fw 200C-4 | Trondheim        | 63.455496 10.924015                     |
| Insgesamt                          | 49        | 24+       |                                         |                  |                                         |

Anmerkungen
1. ↑  Bedeutung der Abkürzungen, siehe Organisation der Geschwader
2. ↑  Sollstärke nach Kriegsausrüstungsnachweis
3. ↑  Iststärke (die tatsächlich in der Einheit vorhandenen Flugzeuge)